# Liva Weel synger
|  | Denne artikel er oprettet af botten Steenthbot ud fra en ekstern database. Den kan derfor have sproglige fejl eller mangler. Denne skabelon kan fjernes efter kontrol af indholdet. |

Liva Weel synger er en dansk dokumentarisk optagelse fra 1930.

## Handling
Optagelse af Liva Weel, der synger visen "Nogen gør det aldrig" med musik af Lauritz Howalt og tekst af Aage Steffensen. Liva Weel sang visen i den sidste Scala Revy "Punktum Finale" i 1930.